# Russulaceae
Russulaceae es una familia de hongos del orden Russulales, que incluye 1243 especies conocidas. Las especies de esta familia se caracterizan por producir cuerpos fructíferos cuyo pie tiene una consistencia friable, parecida a la de la tiza, que se parten con un crujido similar al de la manzana o de la patata. Observada al microscopio, la estructura no está completamente formada por finas hifas, sino que también contiene abundantes células esféricas que aportan consistencia a la carne de la seta.

## Géneros
La familia contiene a dos géneros de hongos muy bien conocidos:
- El género Russula, que comprende unas 750 especies, la mayoría de las cuales son bastante complicadas de identificar. Presentan láminas bifurcadas y, al contrario que el género Lactarius no exudan sustancias lechosas cuando son cortadas. Contiene varias especies comestibles (Russula vesca, Russula virescens o Russula aurea).
- El género Lactarius, que se caracteriza por exudar una sustancia lechosa —látex— cuando son cortados o presionados. Este líquido puede ser anaranjado, rojo, violáceo, amarillo o blanco, y a menudo puede cambiar de color en contacto con el aire. Algunas especies de Lactarius son comestibles muy apreciados, como el Lactarius deliciosus.

Otros géneros de Russulaceae son: Boidinia, Cystangium, Multifurca y Pseudoxenasma.

## Consistencia característica

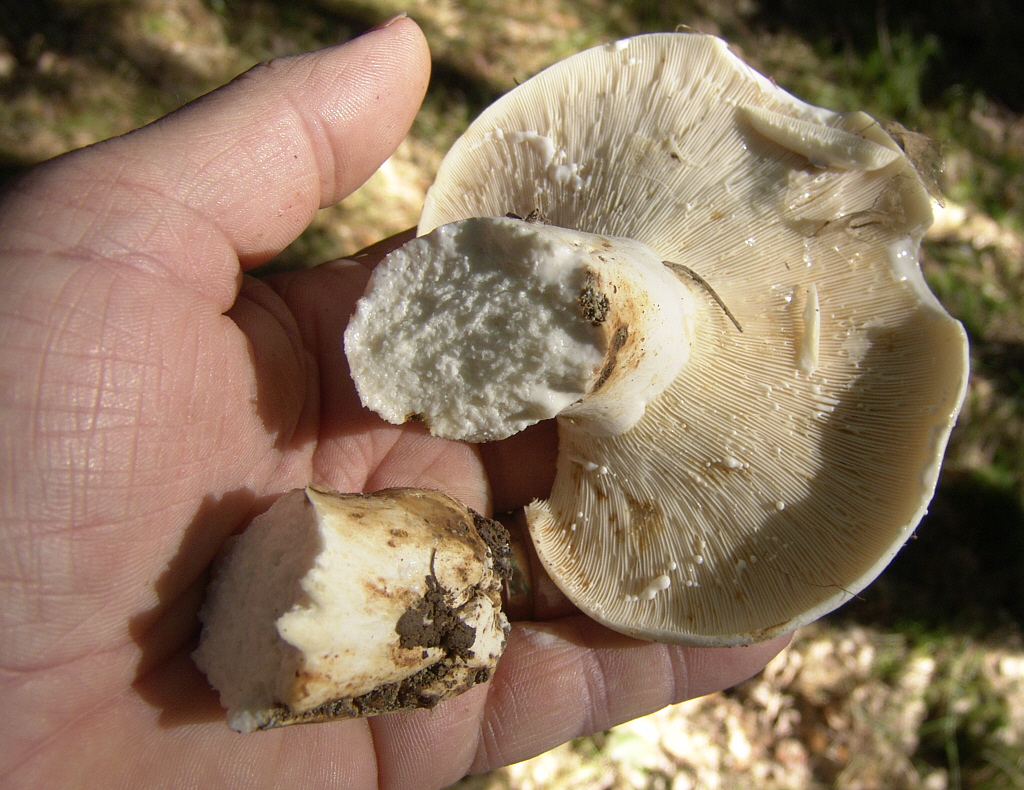
Pie partido de Lactarius vellereus, donde se aprecia la rotura característica en las especies de esta familia.

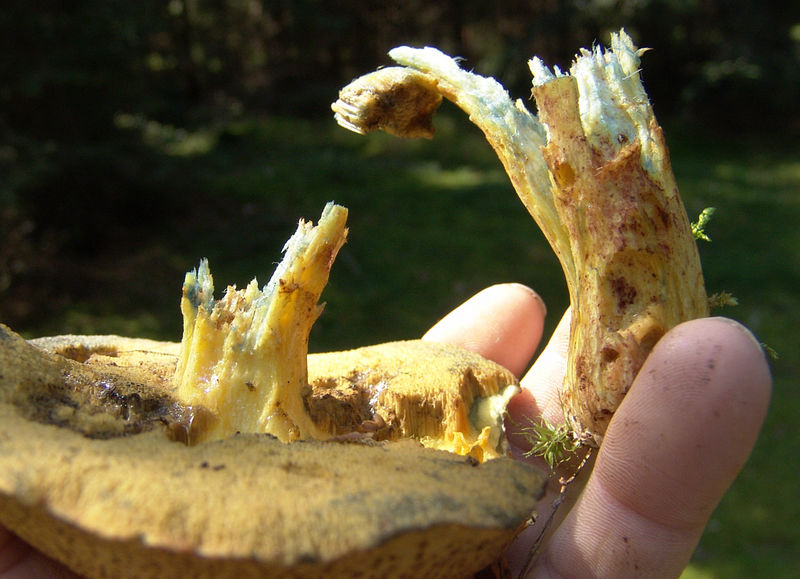
El pie de Suillus variegatus, de la familia Boletaceae, se parte en forma de fibras.

La carne del pie de las setas de la familia Russulaceae posee una característica que la distingue de la de otros tipos de hongos, ya que este  se parte de forma parecida a la carne de una manzana, mientras que en la mayoría de las otras familias se rompe en forma de fibras. Esto es debido a la presencia de un tipo celular esférico de gran tamaño, que puede diferenciarse de las hifas observando la estructura del tejido por medio de un microscopio.

## Parásitos
Los miembros de Lactarius y Russula son parasitados por Hypomyces lactifluorum. Este ascomiceto reemplaza la carne del hongo al que parasita por sus propias células. Los hongos de Russulaceae también pueden ser parasitados por Monotropa uniflora, una planta micoheterótrofa que no produce clorofila.